# Breviraja spinosa
Breviraja spinosa is een vissensoort uit de familie van de Rajidae. De wetenschappelijke naam van de soort is voor het eerst geldig gepubliceerd in 1950 door Bigelow & Schroeder.